# Jamaal Lascelles
Jamaal Lascelles (ur. 11 listopada 1993 w Derby) – angielski piłkarz występujący na pozycji obrońcy w angielskim klubie Newcastle United.